# Helvétistan
L'Helvétistan est le surnom donné au groupe de pays représentés par la Suisse au conseil d'administration du FMI et aux autres institutions de Bretton Woods.

## Origine du nom
Ce surnom provient du grand nombre de pays d'Asie centrale qui en font partie et dont les noms se terminent par le suffixe « -stan ». Lors de son adhésion au FMI en 1992, la Suisse a obtenu le soutien de ces États pour son accession au conseil d'administration de l'institution.

## Composition
La composition de l'Helvétistan a varié au cours du temps ; aujourd'hui, il est formé de la Pologne, de la Serbie, du Monténégro, du Tadjikistan, du Kazakhstan, du Turkménistan, du Kirghizistan et de l'Ouzbékistan. Ces pays, en particulier ceux d'Asie centrale, sont également les cibles privilégiées de l'aide au développement (DDC) de la Suisse. En raison de son caractère hétérogène, le groupe menace périodiquement de se disloquer.